# Superclásico de las Américas de 2012
El Superclásico de las Américas de 2012 es la segunda edición de esta competición sudamericana. Se caracteriza por formarse ambos equipos únicamente con jugadores que se desempeñan en la Primera División argentina o la Serie A brasileña. El primer partido en Brasil ganó el conjunto local, mientras que el segundo partido en La Bombonera (Argentina) finalizó 2-1 a favor de la Albiceleste, pero se coronó campeón Brasil al imponerse por 4-3 en los penales.

## Sedes
La Confederação Brasileira de Futebol (CBF) confirmó a la ciudad de Goiânia como escenario del partido de ida a celebrarse el 19 de septiembre, en el Estadio Serra Dourada. Por su parte, la Asociación del Fútbol Argentino (AFA) señaló a la ciudad de Resistencia como sede del encuentro de vuelta, en el Estadio Centenario, el 3 de octubre, pero tras la falta de luz ese mismo día, la Asociación del Fútbol Argentino (AFA) definió que finalmente se jugara el 21 de noviembre de 2012, en La Bombonera.
| Goiânia               | Buenos Aires               |
| --------------------- | -------------------------- |
| Estadio Serra Dourada | Estadio Alberto J. Armando |
| Capacidad: 54 000     | Capacidad: 49 000          |
|                       |                            |

## Partidos

### Partido de ida
| 19 de septiembre de 2012 | Brasil                               | 1:2 (1:1) | Argentina    | Serra Dourada, Goiania                                                 |                                                                        |
|                          | Paulinho 25' · Neymar 90+3' (pen.) · |           | Martínez 19' | Asistencia: 37 871 espectadores Árbitro(s): Carlos Amarilla (Paraguay) | Asistencia: 37 871 espectadores Árbitro(s): Carlos Amarilla (Paraguay) |

| 1     | POR   | Jefferson Galvão |    |
| 2     | DEF   | Lucas Marques    |    |
| 3     | DEF   | Dedé Vital       |    |
| 4     | DEF   | Réver Araújo     |    |
| 6     | DEF   | Fabio Santos     |    |
| 7     | MED   | Paulinho Bezerra |    |
| 5     | MED   | Ralf Teles       |    |
| 8     | MED   | Lucas Moura      | 75 |
| 11    | DEL   | Neymar Jr        |    |
| 10    | DEL   | Jadson Rodrigues | 62 |
| 9     | DEL   | Luis Fabiano     | 68 |
| D. T. | D. T. | Mano Menezes     |    |

| 1     | POR   | Oscar Ustari         |    |
| 4     | DEF   | Gino Peruzzi         |    |
| 5     | DEF   | Lisandro López       | 73 |
| 2     | DEF   | Sebastián Domínguez  |    |
| 6     | DEF   | Leandro Desábato     |    |
| 3     | DEF   | Clemente Rodríguez   |    |
| 11    | MED   | Maxi Rodríguez       |    |
| 19    | MED   | Pablo Guiñazú        |    |
| 22    | MED   | Rodrigo Braña        |    |
| 7     | DEL   | Juan Manuel Martínez | 86 |
| 9     | DEL   | Hernán Barcos        | 75 |
| D. T. | D. T. | Alejandro Sabella    |    |

| 16 | DEL | Thiago Neves   | 62 |
| 19 | DEL | Leandro Damião | 68 |
| 18 | MED | Wellington Nem | 75 |

| 13 | DEF | Santiago Vergini   | 73 |
| 17 | DEL | Rogelio Funes Mori | 75 |
| 15 | DEL | Leandro Somoza     | 86 |

| Anotado         | 25'   | Paulinho Bezerra |
| Anotado · Penal | 90+3' | Neymar Jr        |

| Anotado | 19' | Juan Manuel Martínez |

| Amonestado | 80' | Paulinho Bezerra |
| Amonestado | 87' | Neymar Jr        |

| Amonestado | 90+1' | Leandro Desábato |

| Árbitro             | Carlos Amarilla |
| Árbitros asistentes | Rodney Aquino   |
| Árbitros asistentes | Carlos Cáceres  |

| 1     | POR   | Jefferson Galvão |    |
| 2     | DEF   | Lucas Marques    |    |
| 3     | DEF   | Dedé Vital       |    |
| 4     | DEF   | Réver Araújo     |    |
| 6     | DEF   | Fabio Santos     |    |
| 7     | MED   | Paulinho Bezerra |    |
| 5     | MED   | Ralf Teles       |    |
| 8     | MED   | Lucas Moura      | 75 |
| 11    | DEL   | Neymar Jr        |    |
| 10    | DEL   | Jadson Rodrigues | 62 |
| 9     | DEL   | Luis Fabiano     | 68 |
| D. T. | D. T. | Mano Menezes     |    |

| 1     | POR   | Oscar Ustari         |    |
| 4     | DEF   | Gino Peruzzi         |    |
| 5     | DEF   | Lisandro López       | 73 |
| 2     | DEF   | Sebastián Domínguez  |    |
| 6     | DEF   | Leandro Desábato     |    |
| 3     | DEF   | Clemente Rodríguez   |    |
| 11    | MED   | Maxi Rodríguez       |    |
| 19    | MED   | Pablo Guiñazú        |    |
| 22    | MED   | Rodrigo Braña        |    |
| 7     | DEL   | Juan Manuel Martínez | 86 |
| 9     | DEL   | Hernán Barcos        | 75 |
| D. T. | D. T. | Alejandro Sabella    |    |

| 16 | DEL | Thiago Neves   | 62 |
| 19 | DEL | Leandro Damião | 68 |
| 18 | MED | Wellington Nem | 75 |

| 13 | DEF | Santiago Vergini   | 73 |
| 17 | DEL | Rogelio Funes Mori | 75 |
| 15 | DEL | Leandro Somoza     | 86 |

| Anotado         | 25'   | Paulinho Bezerra |
| Anotado · Penal | 90+3' | Neymar Jr        |

| Anotado | 19' | Juan Manuel Martínez |

| Amonestado | 80' | Paulinho Bezerra |
| Amonestado | 87' | Neymar Jr        |

| Amonestado | 90+1' | Leandro Desábato |

| Árbitro             | Carlos Amarilla |
| Árbitros asistentes | Rodney Aquino   |
| Árbitros asistentes | Carlos Cáceres  |

### Partido de vuelta
| 21 de noviembre de 2012 | Argentina                                        | 2:1 (0:0) (3:4 p.)         | Brasil                                          | Estadio Alberto J. Armando, Buenos Aires                          |                                                                   |
|                         | Scocco 81' (pen.) 89'                            |                            | Fred Chaves 83'                                 | Asistencia: 25.000 espectadores Árbitro(s): Enrique Osses (Chile) | Asistencia: 25.000 espectadores Árbitro(s): Enrique Osses (Chile) |
|                         |                                                  | Tiros desde el punto penal |                                                 |                                                                   |                                                                   |
|                         | Martínez · Montillo · Domínguez · Scocco · Orión |                            | Neves · Jean · Carlinhos · Fred Chaves · Neymar |                                                                   |                                                                   |

| 1     | POR   | Agustín Orión        |  |
| 2     | DEF   | Leandro Desábato     |  |
| 3     | DEF   | Lisandro López       |  |
| 4     | DEF   | Gino Peruzzi         |  |
| 6     | DEF   | Sebastián Domínguez  |  |
| 14    | DEF   | Leonel Vangioni      |  |
| 5     | MED   | Francisco Cerro 87   |  |
| 10    | MED   | Walter Montillo      |  |
| 19    | MED   | Pablo Guiñazú        |  |
| 7     | DEL   | Juan Manuel Martínez |  |
| 9     | DEL   | Hernán Barcos 68     |  |
| D. T. | D. T. | Alejandro Sabella    |  |

| 1     | POR   | Diego Cavalieri  |  |
| 2     | DEF   | Lucas Marques    |  |
| 3     | DEF   | Réver Araújo     |  |
| 4     | DEF   | Severino Durval  |  |
| 6     | DEF   | Fabio Santos     |  |
| 5     | MED   | Ralf Teles       |  |
| 7     | MED   | Marcos Arouca    |  |
| 8     | MED   | Paulinho Bezerra |  |
| 10    | MED   | Thiago Neves     |  |
| 9     | DEL   | Fred Chaves      |  |
| 11    | DEL   | Neymar Jr        |  |
| D. T. | D. T. | Mano Menezes     |  |

| 21 | DEL | Ignacio Scocco | 68 |
| 18 | MED | Oscar Ahumada  | 87 |

| 16 | DEF | Carlinhos Andrade | 62 |
| 15 | MED | Jean Moreira      | 67 |
| 28 | DEF | Bernard Duarte    | 71 |

| Anotado · Penal | 81' | Ignacio Scocco |
| Anotado         | 89' | Ignacio Scocco |

| Anotado | 83' | Fred Chaves |

| Juan Manuel Martínez |  | 0:0 |  |                   |
|                      |  | 0:1 |  | Thiago Neves      |
| Walter Montillo      |  | 0:1 |  |                   |
|                      |  | 0:2 |  | Jean Moreira      |
| Sebastián Domínguez  |  | 1:2 |  |                   |
|                      |  | 1:2 |  | Carlinhos Andrade |
| Ignacio Scocco       |  | 2:2 |  |                   |
|                      |  | 2:3 |  | Fred Chaves       |
| Agustín Orión        |  | 3:3 |  |                   |
|                      |  | 3:4 |  | Neymar Jr         |

| Amonestado | 85' | Pablo Guiñazú |

| Amonestado | 14' | Réver Araújo |
| Amonestado | 65' | Fred Chaves  |

| Árbitro             | Enrique Osses     |
| Árbitros asistentes | Patricio Basualto |
| Árbitros asistentes | Carlos Astroza    |
| Cuarto árbitro      | Néstor Pitana     |

| 1     | POR   | Agustín Orión        |  |
| 2     | DEF   | Leandro Desábato     |  |
| 3     | DEF   | Lisandro López       |  |
| 4     | DEF   | Gino Peruzzi         |  |
| 6     | DEF   | Sebastián Domínguez  |  |
| 14    | DEF   | Leonel Vangioni      |  |
| 5     | MED   | Francisco Cerro 87   |  |
| 10    | MED   | Walter Montillo      |  |
| 19    | MED   | Pablo Guiñazú        |  |
| 7     | DEL   | Juan Manuel Martínez |  |
| 9     | DEL   | Hernán Barcos 68     |  |
| D. T. | D. T. | Alejandro Sabella    |  |

| 1     | POR   | Diego Cavalieri  |  |
| 2     | DEF   | Lucas Marques    |  |
| 3     | DEF   | Réver Araújo     |  |
| 4     | DEF   | Severino Durval  |  |
| 6     | DEF   | Fabio Santos     |  |
| 5     | MED   | Ralf Teles       |  |
| 7     | MED   | Marcos Arouca    |  |
| 8     | MED   | Paulinho Bezerra |  |
| 10    | MED   | Thiago Neves     |  |
| 9     | DEL   | Fred Chaves      |  |
| 11    | DEL   | Neymar Jr        |  |
| D. T. | D. T. | Mano Menezes     |  |

| 21 | DEL | Ignacio Scocco | 68 |
| 18 | MED | Oscar Ahumada  | 87 |

| 16 | DEF | Carlinhos Andrade | 62 |
| 15 | MED | Jean Moreira      | 67 |
| 28 | DEF | Bernard Duarte    | 71 |

| Anotado · Penal | 81' | Ignacio Scocco |
| Anotado         | 89' | Ignacio Scocco |

| Anotado | 83' | Fred Chaves |

| Juan Manuel Martínez |  | 0:0 |  |                   |
|                      |  | 0:1 |  | Thiago Neves      |
| Walter Montillo      |  | 0:1 |  |                   |
|                      |  | 0:2 |  | Jean Moreira      |
| Sebastián Domínguez  |  | 1:2 |  |                   |
|                      |  | 1:2 |  | Carlinhos Andrade |
| Ignacio Scocco       |  | 2:2 |  |                   |
|                      |  | 2:3 |  | Fred Chaves       |
| Agustín Orión        |  | 3:3 |  |                   |
|                      |  | 3:4 |  | Neymar Jr         |

| Amonestado | 85' | Pablo Guiñazú |

| Amonestado | 14' | Réver Araújo |
| Amonestado | 65' | Fred Chaves  |

| Árbitro             | Enrique Osses     |
| Árbitros asistentes | Patricio Basualto |
| Árbitros asistentes | Carlos Astroza    |
| Cuarto árbitro      | Néstor Pitana     |

| Bandera de Brasil         |
| Campeón Brasil 2.º título |